# Manifeste de la N'sele

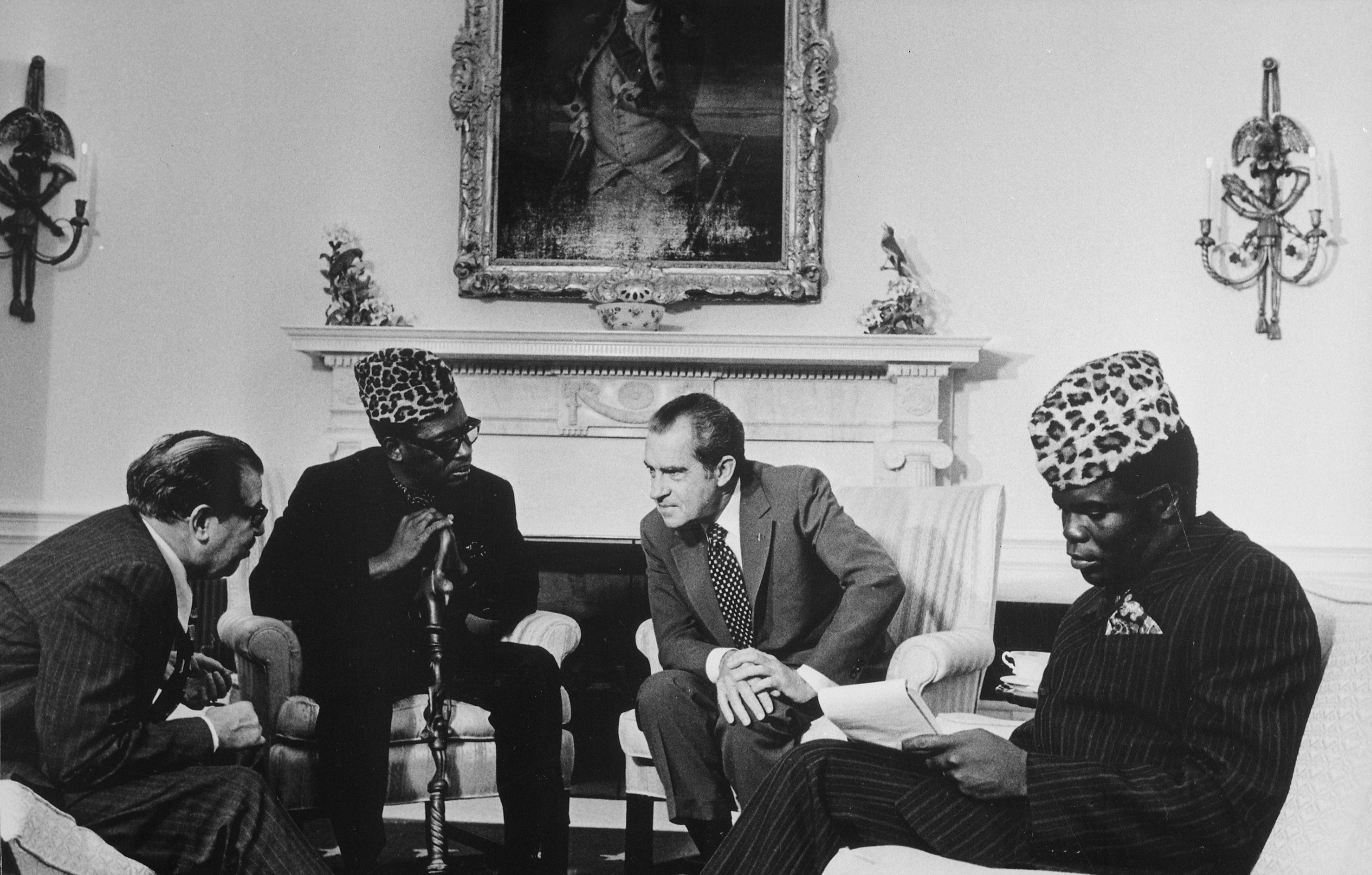
Mobutu Sese Seko en 1973.

Le manifeste de la N'sele (ou de la Nsélé) est la charte, promulguée le 20 mai 1967 par Mobutu Sese Seko créant le Mouvement populaire de la Révolution, parti unique de la République démocratique du Congo.

## Le texte
Ce programme à coloration nationaliste et populiste est élaboré dans le Domaine de la Nsele à une quarantaine de kilomètres de Kinshasa ; ce texte prendra donc l’appellation de Manifeste de la N'Sele. Le Manifeste de la N’Sele a servi de base idéologique au Parti unique dans ses débuts ; exprimant des idées nationalistes, il a pu séduire à ses débuts l’élite.
Outre Mobutu, ont participé à la rédaction du Manifeste :
- Justin Bomboko,
- Étienne Tshisekedi,
- Paul-Henri Kabaidi wa Kabaidi
- Singa Udjuu[4].

Il affirme notamment :
- « la restauration de l'autorité de l'État et son prestige international, »
- « le respect des libertés démocratiques, »
- « la participation active directe ou indirecte de chacun à la discussion publique des problèmes de la vie commune, »
- « la confrontation permanente des intérêts,  des besoins, des nécessités économiques ou politiques, »
- « libérer les Zaïrois et les Zaïroises de toutes servitudes et assurer leur progrès en édifiant une République vraiment sociale et vraiment démocratique, »
- « la Révolution ne se fera pas par l'écrasement de l'individu, »
- « la liberté humaine est au centre des préoccupations du MPR, »
- « suppression des oppressions politiques, »
- « réaffirmation de grandes libertés traditionnelles : liberté d'opinion, liberté de Presse, liberté de  conscience, »
- « le citoyen doit être respecté dans sa liberté qui lui rend la force de son dévouement, »
- « le MPR respectera les libertés fondamentales et facilitera leur exercice »[5].

Il définit également la répartition équitable du revenu national, les principes de convention collective et la garantie des salaires.

## Le contexte
Au milieu des années 1960 coexistaient trois courants au sein du futur MPR :
- les nationalistes (Mandungu Bula Nyati, Gérard Kamanda wa Kamanda). Ce sont eux qui ont inspiré le Manifeste de la N’sele et sont à l’origine des nationalisations et des résolutions populistes du Comité central,
- les conservateurs (Joseph Ileo, Victor Nendaka Bika (en)),
- les  « métis et autres citoyens à nationalité douteuse » (Kengo wa Dondo, Cyprien Rwakabuba Shinga)[2].

## Réception et critique
Toutefois, un des grands reproches de l'opposition à ce programme en apparence démocratique est la limitation automatique de la pluralité politique : « Le premier acte posé par le MPR fut de méconnaître au Peuple un des droits naturels les plus élémentaires : le libre choix. Le MPR est un parti qui recrute ses membres par la force. Un de ses slogans de base traduit ce caractère coercitif : “Que vous le vouliez ou non, vous êtes du MPR” (“Olinga olinga te, Ozali MPR”) ».
Les détracteurs de cette charte font valoir qu'elle « n’était qu’un chapelet de bonnes intentions [, alors que] la pensée unique avait pris en otage toute une République, [qu']être Zaïrois signifiait appartenir à ce mouvement, [que] sa carte de membre faisait office de carte d’identité officielle... ».
Beaucoup d'observateurs estiment que l'aboutissement logique du manifeste est le début de la dictature : « Mobutu, président fondateur du MPR, était de droit Président de la république et jouissait ainsi de tous les pouvoirs. La constitution de 1967, votée dans la suite de cette proclamation par une sorte de référendum populaire stipulait, du reste, que le président, concentrant entre ses mains tous les pouvoirs, n'est par ailleurs pas tenu de prendre certaines de ses décisions en conseil de ministres et peut signer seul tous ses actes ».
A contrario, les admirateurs de Mobutu tiennent le texte en très haute estime : « Notre religion est basée sur la croyance en un Dieu Créateur et le culte des ancêtres… Notre Église est le M.P.R. Son chef est Mobutu, nous le respectons comme on respecte le Pape. Notre loi, c’est l’authenticité… Notre évangile est le mobutisme, le Manifeste de N’Sele… ».